# Concerto campestre

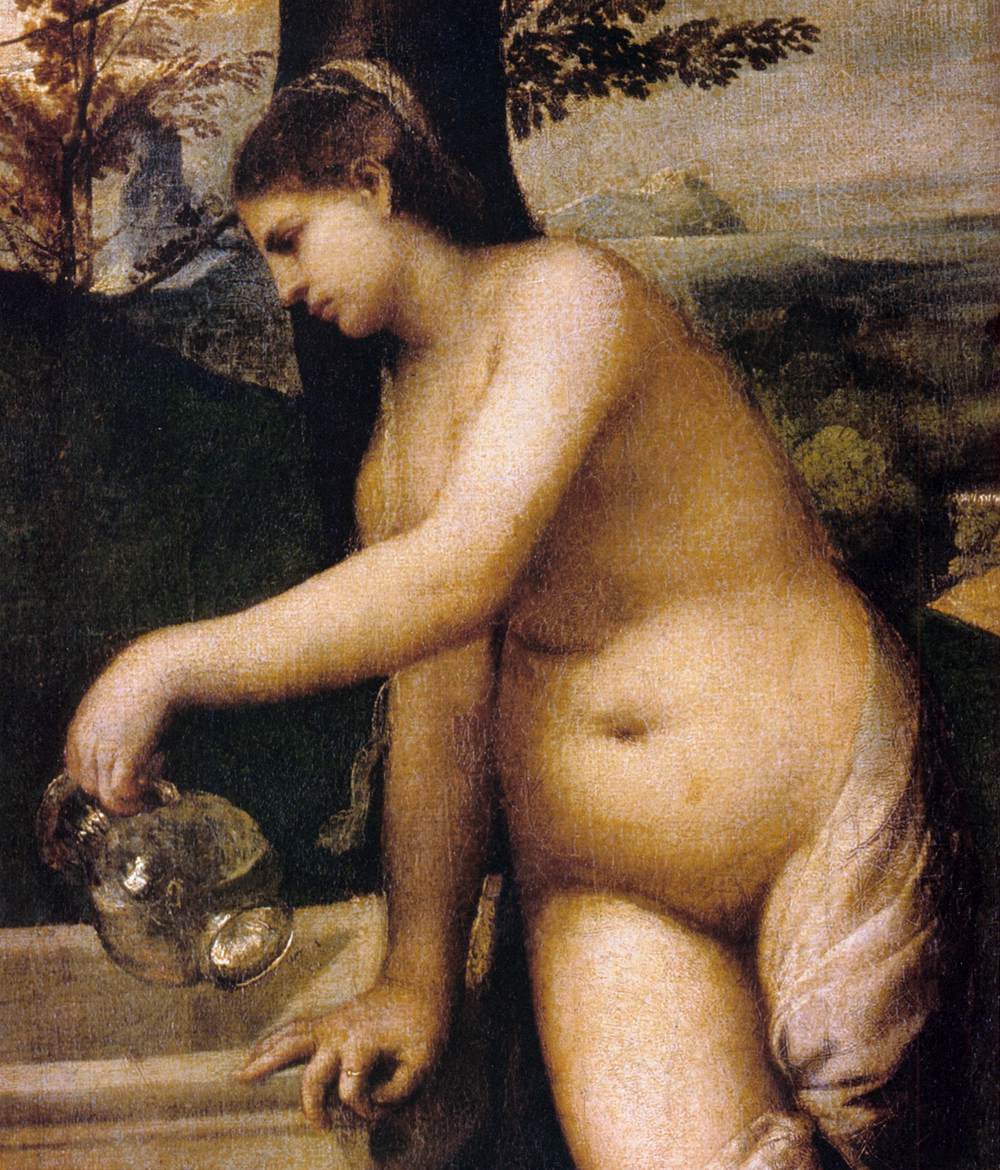
Dettaglio

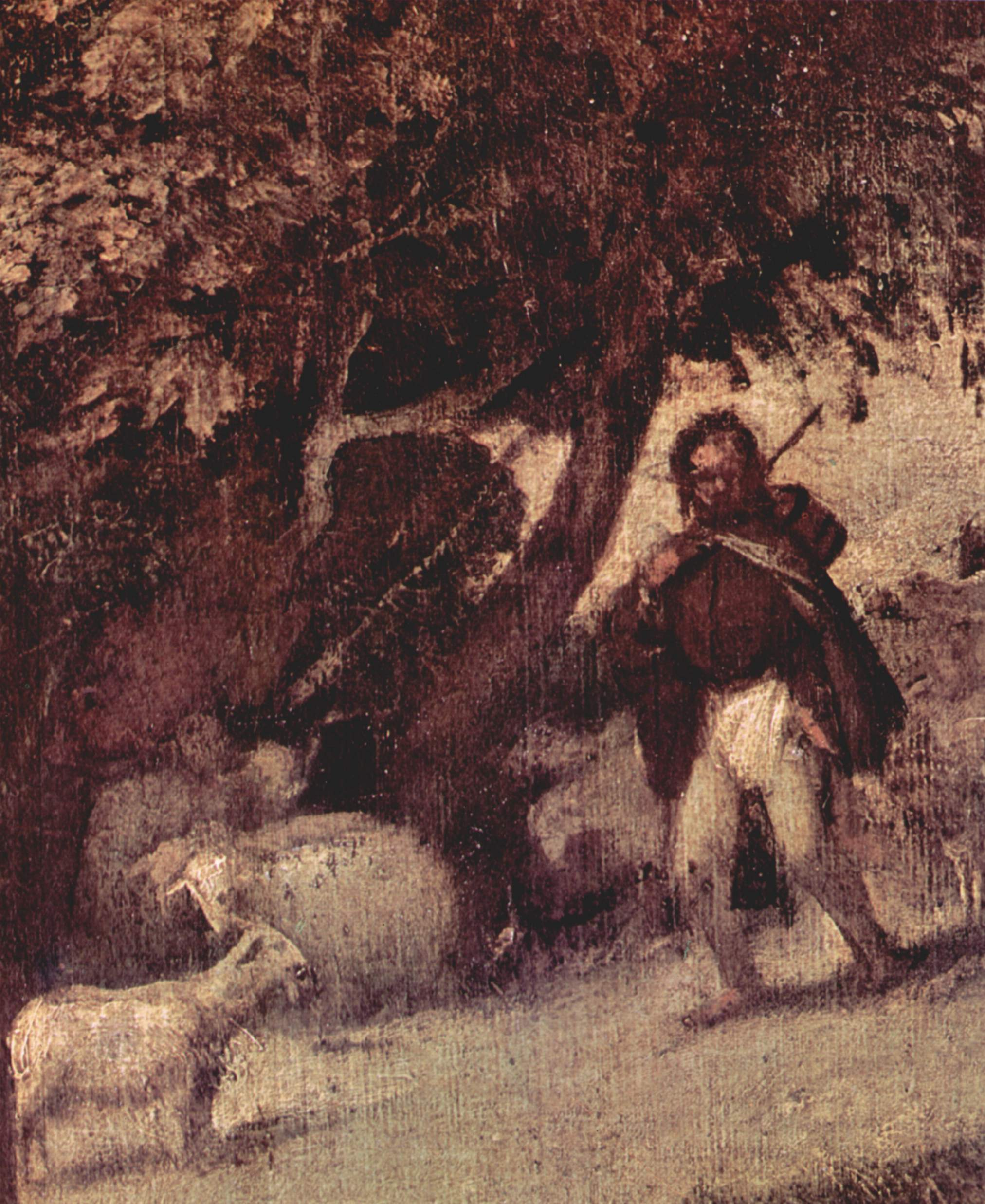
Dettaglio

Il Concerto campestre è un dipinto a olio su tela (118 × 138 cm) di Giorgione o Tiziano, databile al 1510 circa e conservato nel Museo del Louvre di Parigi.

## Storia
L'opera è stata tradizionalmente attribuita a Giorgione, ma oggi la critica propende piuttosto per Tiziano, a causa di una certa robustezza nelle figure che è più tipica del secondo. Non è escluso che il lavoro fosse stato avviato da Giorgione, al quale rimandano i temi della musica, dell'ozio pastorale e della rappresentazione simultanea del visibile e dell'invisibile, e poi completato, dopo la sua morte nel 1510, dal talentuoso allievo Tiziano.
L'opera originariamente apparteneva ai Gonzaga, forse già posseduta da Isabella d'Este; essa venne poi venduta prima a Carlo I d'Inghilterra e poi al banchiere francese Eberhard Jabach; quest'ultimo la vendette a Luigi XIV di Francia nel 1671.
Nel 1863 Édouard Manet, affascinato dalle sue visite al Louvre, si dichiarò ammaliato dal Concerto campestre, che omaggiò nella celeberrima tela del Déjeuner sur l'herbe, capolavoro programmatico della pittura en plein air.
L'attribuzione, tuttora incerta, ha nel tempo visto anche i nomi di Palma il Vecchio e Sebastiano del Piombo.

## Descrizione e stile
L'opera si può considerare un "manifesto" dello sviluppo stilistico della pittura veneta all'aprirsi del Cinquecento, con la sensibilissima sovrapposizione di velature di colore, un contenuto ricorso al disegno e una linea di contorno sfumata, elementi chiave del tonalismo.
Vi sono raffigurati due giovani seduti su un prato che suonano, mentre vicino ad essi una donna in piedi versa dell'acqua in una vasca marmorea. Le due donne presenti sono entrambe nude, coperte appena da mantelli che scivolano via, mentre i due uomini, che parlano tra di loro, sono vestiti in costumi dell'epoca. Nell'ampio sfondo si vede un pastore e un paesaggio che, tra quinte vegetali, si distende a perdita d'occhio.
Il soggetto dovrebbe essere un'allegoria della poesia e della musica, con le due donne dalla bellezza ideale, che sono come due apparizioni irreali generate dalla fantasia e l'ispirazione dei due giovani. La nudità dopotutto è legata all'essenza divina e la donna col vaso di vetro sarebbe la musa della poesia tragica superiore, mentre quella col flauto la musa della poesia pastorale. Tra i due giovani, quello ben vestito che suona il liuto sarebbe il poeta del lirismo esaltato, mentre quello col capo scoperto sarebbe un paroliere ordinario, secondo la distinzione operata da Aristotele nella Poetica. Alcuni hanno identificato la rappresentazione anche come un'evocazione dei quattro elementi che compongono il mondo naturale (acqua, fuoco, terra, aria) e del loro relazionarsi armonioso.
Inoltre l'accordo tra il liuto, strumento colto e "cittadino", e il flauto, strumento rustico e campestre, era un tema legato alla teoria musicale neoplatonica, che nell'incontro degli opposti indicava la via per realizzare una conoscenza superiore. La donna che mischia le acque sarebbe quindi da leggere come simbolo di purificazione, ma anche di temperanza, cioè armonia, dei suoni nell'accordo musicale, arrivando a quella concordanza tra musica mondana e musica celeste dei pitagorici. Tali teorie erano comuni nei circoli umanistici veneziani, animati da personalità come Pietro Bembo, Mario Equicola e Leone Ebreo.
L'arrivo del pastore da destra, inferiore per classe e per cultura, avrebbe dunque interrotto il concerto delle muse e dei due nobili, che si scambierebbero un'occhiata di perplessa circostanza.
La tonalità calda e dorata della luce del tramonto contribuisce a creare un'atmosfera da sogno. L'attenzione al dato vegetale in primo piano, ancora una volta, rimanda alla mai dimenticata lezione di Leonardo da Vinci.
Federico Zeri, in un'intervista rilasciata al direttore del Louvre Pierre Rosenberg (reperibile in rete), nega recisamente l'attribuzione a Giorgione mentre per il grande critico è opera di Tiziano giovane.